# Ingrid Fitzek
Ingrid Fitzek (* 11. Juli 1958 in Krefeld) ist eine deutsche Politikerin (Bündnis 90/Die Grünen).

## Leben
Nach ihrem Schulabschluss mit Abitur studierte Fitzek Politikwissenschaften, Soziologie, Psychologie und Soziale Arbeit und Erziehung (SAE) an der Universität-Gesamthochschule-Duisburg von 1977 bis 1988 und an der City Polytechnic in Sheffield von 1982 bis 1983. Von 1984 bis 1989 war Fitzek studentische Hilfskraft. Anschließend war sie als Dozentin und Redakteurin tätig. Von 2006 bis 2018 war sie Gleichstellungsbeauftragte der Universität Duisburg-Essen.
Der Partei Bündnis 90/Die Grünen gehört Fitzek seit 1989 an. Sie war in zahlreichen Parteigremien tätig.
Bei der Oberbürgermeisterwahl in Duisburg am 17. Juni 2012 trat die Kreisvorstandssprecherin Fitzek als Kandidatin für die Grünen auf.

## Abgeordnete
Vom 1. Juni 1995 bis 1. Juni 2000 war Fitzek Mitglied des Landtags des Landes Nordrhein-Westfalen. Sie wurde über die Landesliste ihrer Partei gewählt.